# Бетім Халімі
Бетім Халімі (алб. Betim Halimi; нар. 28 лютого 1996, Г'їлані, СР Югославія) — косоварський футболіст, воротар клубу «Приштина».

## Клубна кар'єра
Народився в місті Г'їлані. Футбольну кар'єру розпочав на батьківщині, виступав за косоварські клуби «Дріта» (Г'їлані) та «Айвалія». 7 липня 2018 року вільним агентом перейшов до «Трансу» (Нарва). Дебютував за клуб з Нарви 28 серпня 2018 року в переможному (3:0) виїзному поєдинку 25-о туру Мейстріліги проти «Курессааре». Бетім вийшов на поле на 90+3-й хвилині, замінивши Артура Котенка. У складі «Трансу» зіграв 7 матчів у вищому дивізіоні естонського чемпіонату.
27 лютого 2019 року підписав 3,5-річний контракт з донецьким «Олімпіком». Оскільки Україна не визнає державу Косова та поспорти, які вона видає, то трансфер футболіста до «Олімпіка» був оформлений за сербським паспортом. Дебютував за донецький клуб 3 березня 2019 року в програному (0:1) домашньому поєдинку 2-о туру Прем'єр-ліги проти київського «Арсеналу». Бетім вийшов на поле в стартовому складі та відіграв увесь матч.

## Кар'єра в збірній
Викликався до юнацьких та молодіжної збірної Косова.

## Особисте життя
Окрім косовського, має також і сербське громадянство.

## Досягнення
- Суперліга Косово
  -  Чемпіон (1): 2017/18